# مری والنسیا
مری والنسیا (انگلیسی: Mery Valencia؛ زادهٔ ۲۸ اوت ۱۹۵۳) یک قاچاقچی مواد مخدر اهل کلمبیا است که جابجایی مواد مخدر از کلمبیا به میامی را رهبری می‌کرد. او یکی از رهبران کارتل کالی بود و بین سال‌های ۱۹۹۷ و ۱۹۹۸، سالانه بیش از ۱۸۰ میلیون دلار درآمد داشت و بیش از ۱۲٬۰۰۰ کیلوگرم (۲۶٬۵۰۰ پوند) کوکائین توزیع می‌کرد.